# جورج هوزر
جورج هوزر (بالإنجليزية: George Hauser)‏ هو مدير فني أمريكي، ولد في 24 فبراير 1893 في كونسيل بلوفس في الولايات المتحدة، وتوفي في 8 نوفمبر 1968 في سياتل في الولايات المتحدة.